# آورینکلاهتی
آورینکُلاهتی (به فنلاندی: Aurinkolahti) یک منطقهٔ مسکونی در فنلاند است که در هلسینکی واقع شده‌است. آورینکلاهتی ۱٫۰۵ کیلومتر مربع مساحت و ۳٬۴۹۱ نفر جمعیت دارد.